# Уинтерс, Фредерик
Фредерик Уинтерс (англ. Frederick Winters; 1872 — ?) — американский тяжелоатлет, серебряный призёр летних Олимпийских игр 1904.
На Играх 1904 в Сент-Луисе Уинтерс участвовал только в многоборье на гантелях. Набрав 45 очков, он занял второе место выиграл серебряную медаль.